# Royal Society for the Protection of Birds
La Royal Society for the Protection of Birds (RSPB - Société royale pour la protection des oiseaux) est la plus grande organisation pour la protection des animaux en Europe, comptant plus d'un million de membres.

## Historique
L'organisation est fondée en 1889 à Didsbury, près de Manchester en Angleterre, par Emily Williamson, pour faire campagne contre le « commerce barbare de plumes pour les chapeaux des femmes », c'est-à-dire l'utilisation de plumes de grèbes, notamment de grèbe huppé dans l'habillement féminin comme fac-similé de la fourrure. La population de grèbe huppé était, à cette époque, proche de l'extinction.
Les efforts en avance sur leur temps de la société sont loués par une partie de la presse, incluant une approbation de la part du journal Punch en octobre 1889, bien que ce dernier ironise sur le degré de restriction imposé par le groupe, mais critiqué par la majorité des publications, à l'image du journal Nature Notes pour qui le SPB est « une bande de dames qui ne font que s'abstenir d'iniquité personnelle en matière de bonnets ».

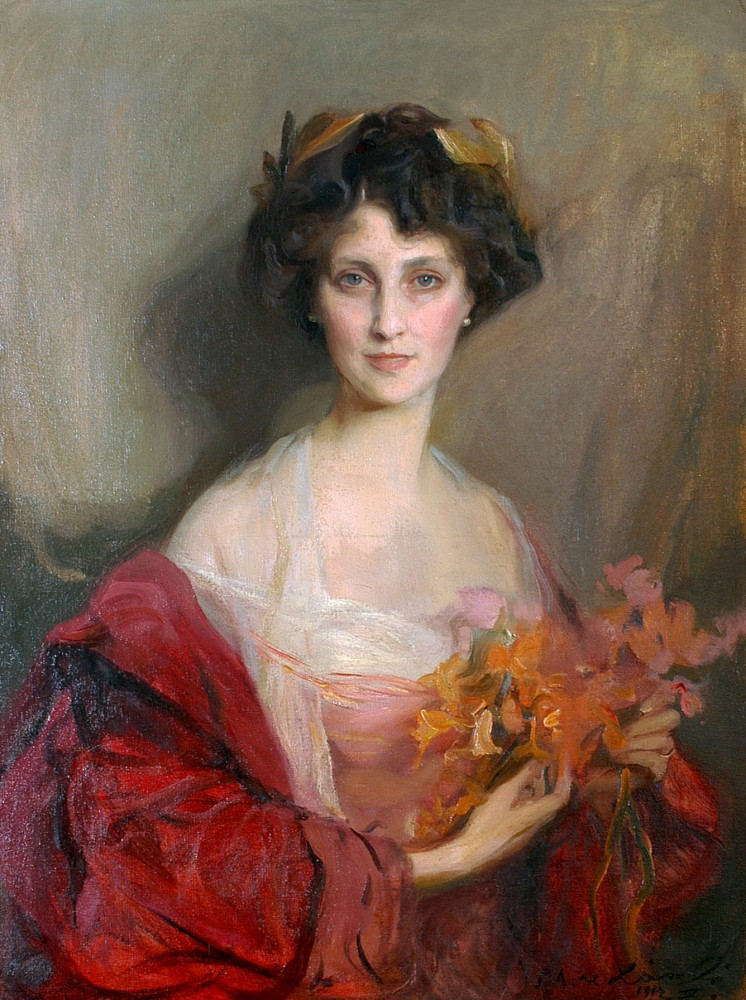
Winifred, Duchesse de Portland, présidente de la RSPB en 1891.

Williamson tente de rejoindre la British Ornithologists' Union (BOU) mais celle-ci, composée exclusivement d'hommes, refuse. En 1891, le groupe de Williamson fusionne avec une organisation similaire de Croydon dirigée par Eliza Phillips (en) et prenant pour cible la fourrure et les plumes,. Les quartiers de l'organisation née de cette fusion sont installés à Londres, Hannah Poland récupère le rôle de secrétaire tenu jusque là par Williamson et Winifred, Duchesse de Portland, devient la présidente de l'association et Williamson devient vice-présidente jusqu'à sa mort.
Entre 1891 et 1899, le nombre d'adhérents augmente de 1 200 à plus de 20 000. Parmi les membres figure un homme, William Henry Hudson. En 1904, la Royal Society for the Protection of Birds est incorporée par charte royale et le groupe commence à facturer les frais d'adhésion.
L'association remporte une véritable première victoire lorsque, en 1920, le colonel Sir Charles Yate propose un projet de loi à la Chambre des Communes, retoqué puis voté par le Parlement en juillet 1921, interdisant l'importation au Royaume-Uni de plumes, de peaux et autres parties d'oiseaux.
Le quartier général de l'organisation est situé à The Lodge, Sandy dans le Bedfordshire.

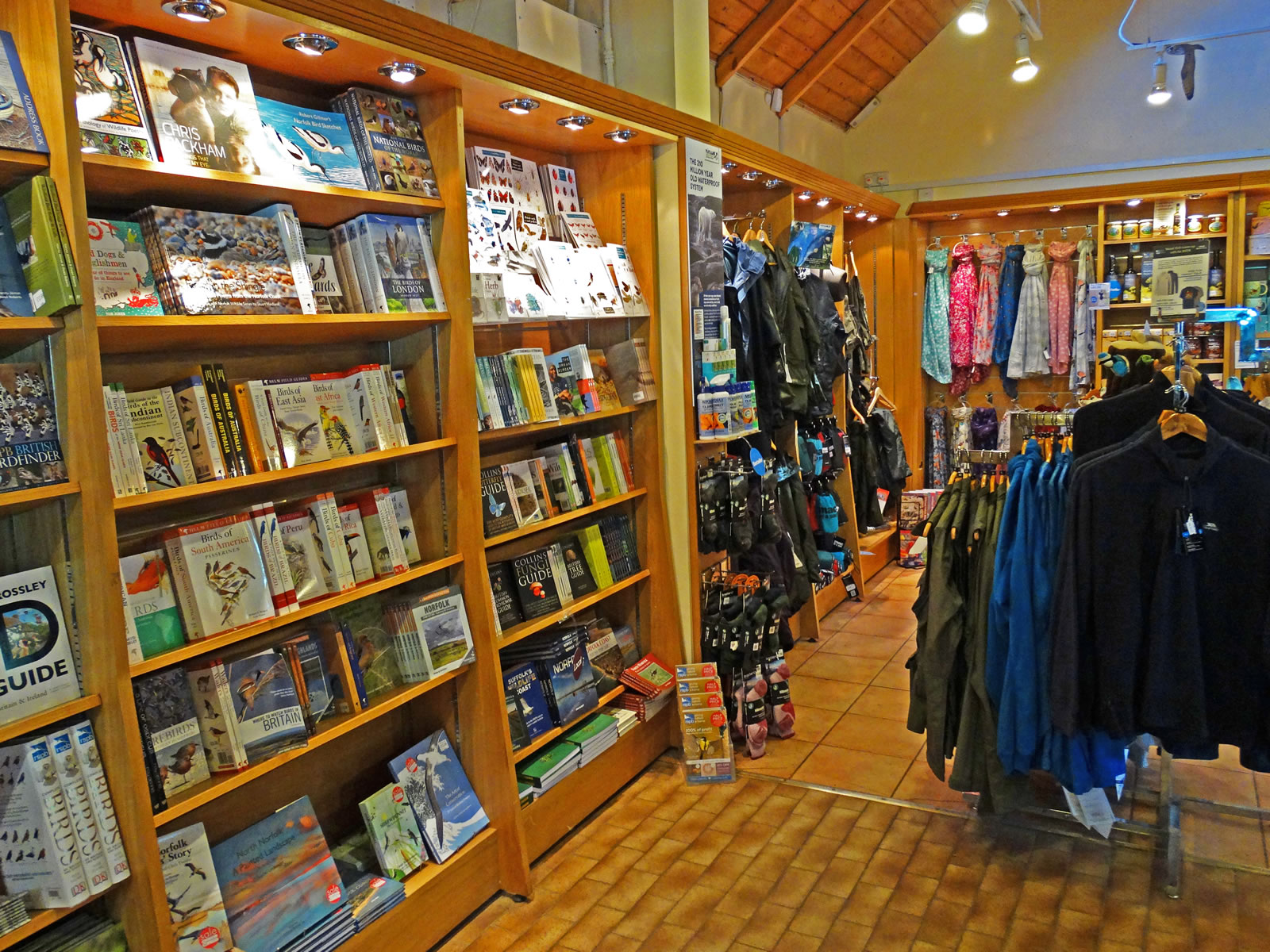
Intérieur du boutique de souvenirs de la Réserve naturelle de Titchwell Marsh.

En 2001, la RSPB compte 168 réserves naturelles pour les oiseaux en Grande-Bretagne, représentant 1 150 km2.

## Distinctions
La Société décerne chaque année la médaille RSPB pour la conservation de la nature. Parmi les lauréats figurent Sir David Attenborough (2019) et Dara McAnulty (2020).

## Source
- (en) Cet article est partiellement ou en totalité issu de l’article de Wikipédia en anglais intitulé « Royal Society for the Protection of Birds » (voir la liste des auteurs).

1. ↑  (en) Thomas M. Magstadt, Understanding Politics : Ideas, Institutions, and Issues, Cengage Learning, 2008, 732 p. (ISBN 978-0-495-50330-9 et 0-495-50330-4), p. 380 : « The Royal Society for the Protection of Birds, with more than a million members, is the largest advocacy group in Europe. »
2. 1 2  (en) « History of the RSPB », Royal Society for the Protection of Birds (consulté le 19 octobre 2012)
3. ↑  Mark Lemon, Henry Mayhew, Tom Taylor, Shirley Brooks, Sir Francis Cowley Burnand et Sir Owen Seaman, « Birds and Bonnets », Punch,‎ 26 octobre 1889, p. 197 (lire en ligne, consulté le 23 janvier 2013)
4. 1 2 3 4  (en) Malcolm Smith, « A Feather in her Cap », History Today, vol. 71, no 5,‎ mai 2021 (lire en ligne)
5. 1 2 3  (en) Molly Baer Kramer, Oxford Dictionary of National Biograph : Williamson [née Bateson], Emily (1855–1936) (lire en ligne)
6. ↑  (en) Shauna Corr, « NI lad follows in David Attenborough's footsteps as youngest winner of UK award », sur BelfastLive, 4 novembre 2019 (consulté le 15 février 2021)